# Strandhagen Arild
Strandhagen Arild är ett naturreservat strax nordväst om orten Arild i Höganäs kommun i Skåne län.
Området är naturskyddat sedan 1958 och är 4 hektar stort. Det består av klipp- och stenstrand och ohävdad strandäng samt ängs och betesmark.